# Sciastes
Sciastes là một chi nhện trong họ Linyphiidae.